# Plan de La Laguna
La zona industrial Plan de La Laguna está ubicada en el municipio de Antiguo Cuscatlán en el departamento de La Libertad, en El Salvador. Es un cráter de explosión localizado a 7 Kilómetros al SE del Volcán de San Salvador. También en este sitio se ubica el Jardín Botánico del Plan de la Laguna.

## Historiales
Lo que se conoce hoy en día como el Plan de la Laguna es un cráter volcánico que sucumbió hace 2200 años. En el interior del cráter se encontraba una laguna pero sus aguas fueron drenadas después de un terremoto a principios de los 1900.

## Erupción
El Plan de la Laguna presentó uno de los mecanismos eruptivos más violentos que existen entre los volcanes de su categoría; ya que el magma al interactuar con el agua subterránea proveniente de la ladera sur del volcán San Salvador, liberó grandes cantidades de energía lo que generó una gran explosividad. Este tipo de erupciones recibe el nombre de freatomagmática, y en ellas el magma caliente (1100 °C) interactúa con el agua subterránea (a 26 °C aproximadamente) de manera directa. La eficacia de estas depende de la relación de masas entre magma y agua, de la presión de confinamiento y volumen de agua sobre calentada, de la geometría de contacto entre ambos fluidos y de su diferencia de temperatura.